# Neotama forcipata
Neotama forcipata là một loài nhện trong họ Hersiliidae.
Loài này thuộc chi Neotama. Neotama forcipata được miêu tả năm 1902 bởi Frederick Octavius Pickard-Cambridge.